# B’nei Schimon
Die Regionalverwaltung B'nei Schimʿon (מוֹעָצָה אֲזוֹרִית בְּנֵי שִׁמְעוֹן Mōʿatzah Asōrīt Bnej Schimʿōn, deutsch ‚Regionaler Rat der Söhne Schimʿons‘) ist ein israelischer Regionalverband. Sie ist benannt nach einem der zwölf Stämme Israels, dem Stamm Simeon.

## Lage
Die Regionalverwaltung B'nei Schimʿon liegt im nördlichen Negev, im Südbezirk, Unterbezirk Be'er Sheva. Das Territorium der Gebietskörperschaft umschließt vier Enklaven, die größte bildet die Stadt Rahat, südwestlich davon Tirabin al-Sana, östlich von Rahat ist Lehavim die zweitgrößte Enklave, die östliche der vier enthält Laqiya. Eine Exklave bildet das zu Bnei Schimʿon gehörende Nevatim.

## Geschichte
Auf dem Gebiet der Regionalverwaltung wurden zunächst im Rahmen des „11-Punkte-Programmes in der Negev-Wüste“ von 1946 vier Ortschaften (drei Kibbuzim und ein Moschav) gegründet. Weitere Orte wurden erst nach der Gründung des Staates Israel errichtet.
Die Regionalverwaltung entstand 1952.

Bnei Schimʿon (dunkelgrün) neben anderen Gebietskörperschaften

## Liste der Gebietskörperschaften
Die Regionalverwaltung umfasst acht Kibbuzim (Liste der Kibbuzim), vier Moschavim (Liste der Moschavim), ein Jugenddorf und eine Gemeinschaftsortschaft.
- ʿAdanim (עֲדָנִים; Jugenddorf, 2007 gegründet)
- Beit Qama (בֵּית קָמָה; Kibbuz, 1949 gegründet)
- Brosch (בְּרוֹשׁ; Moschav, 1953 gegründet)
- Chazerim (חֲצֵרִים; Kibbuz, 1946 gegründet)
- Dvir (דְּבִיר; Kibbuz, 1951 gegründet)
- Givʿot Bar (גִּבְעוֹת בַּר; Gemeinschaftsortschaft, 2004 gegründet)
- Kramim (כְּרָמִים; Kibbuz, 1980 gegründet)
- Lahav (לַהַב; Kibbuz, 1952 gegründet)
- Mischmar ha-Negev (מִשְׁמַר הַנֶּגֶב; Kibbuz, 1946 gegründet)
- Nevatim (נְבָטִים; Moschav, 1946 gegründet)
- Schomrijja (שׁוֹמְרִיָּה; Kibbuz, 1985 gegründet, vor 2006 Nachal-Siedling)
- Schoval (שׁוֹבָל; Kibbuz, 1946 gegründet)
- Teʾaschur (תְּאַשּׁוּר; Moschav, 1953 gegründet)
- Tidhar (תִּדְהָר; Moschav, 1953 gegründet)

## Einwohner
Die Einwohnerzahl beträgt 11.433 (Stand: Januar 2022).
Das israelische Zentralbüro für Statistik gibt bei den Volkszählungen am 22. Mai 1961, 19. Mai 1972, 4. Juni 1983, 4. November 1995 und vom 28. Dezember 2008 für die Regionalverwaltung folgende Einwohnerzahlen an:
| Jahr der Volkszählung | 1961  | 1972  | 1983  | 1995   | 2008*  |
| Anzahl der Einwohner  | 2.800 | 4.500 | 6.600 | 10.600 | 6.200* |

Auf dem Gebiet der Regionalverwaltung befinden sich etwa 10.000 nomadisch lebende Beduinen. Diese wurden bei der Volkszählung 2008 nicht mehr als Einwohner der Regionalverwaltung berechnet, da sie keinen festen Wohnsitz haben.
Quelle: Israelisches Zentralbüro für Statistik

## Bilder

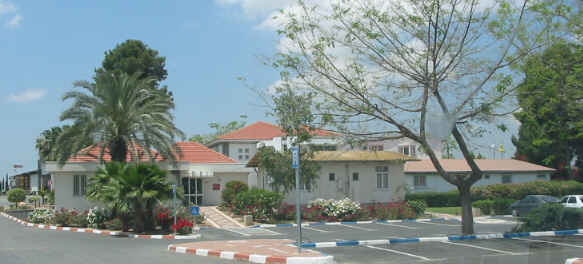
Verwaltungsgebäude in Beit Qama
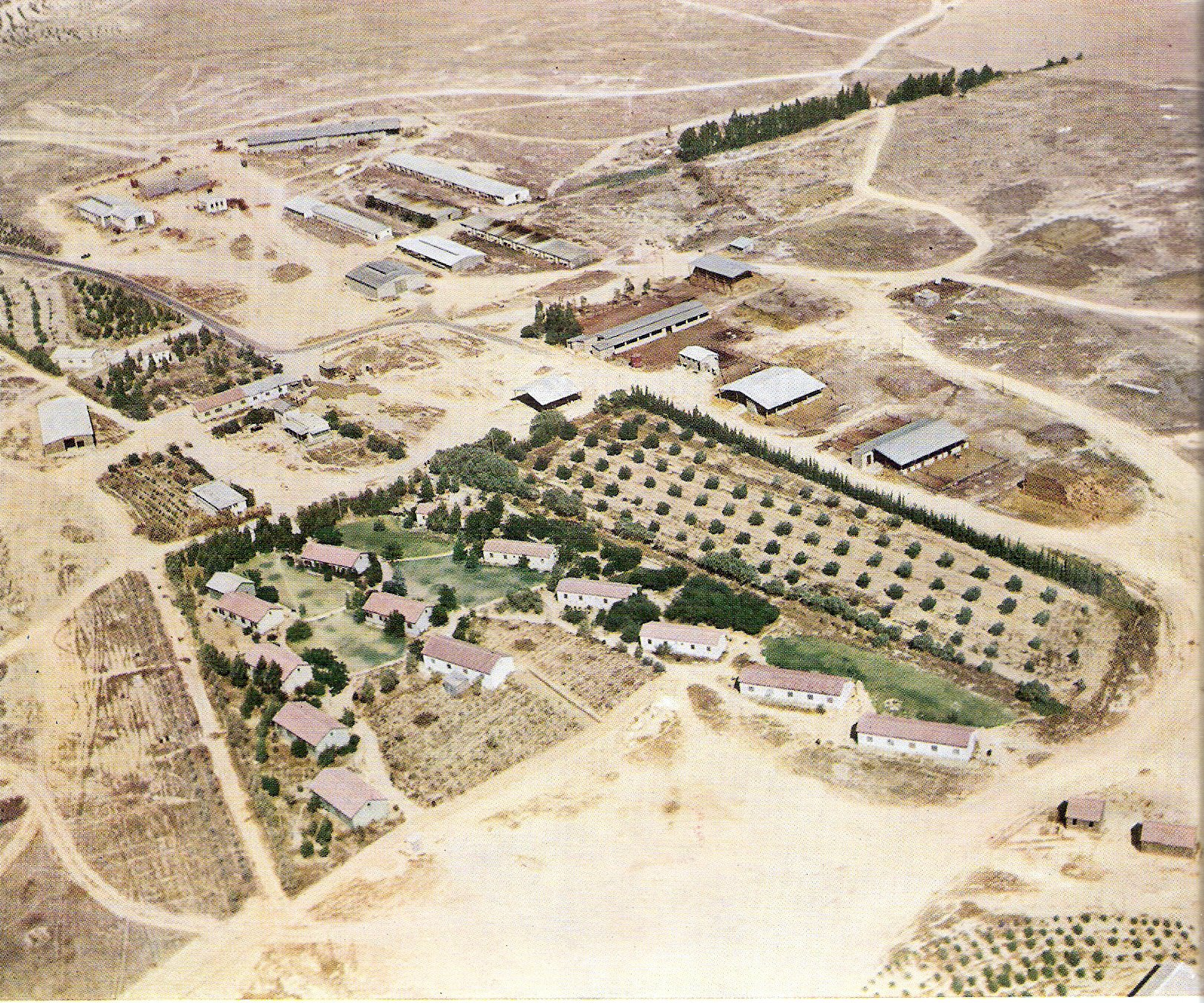
Kibbuz Chatzerim